# Klorid

En kloridjon brukar avbildas grön.

Klorid eller kloridjon är en negativt laddad jon (anjon) av grundämnet klor. Kloridjonens kemiska tecken är Cl-.
Med klorider kan man även syfta på en grupp kemiska föreningar som innehåller klor både salter och kovalenta föreningar. Exempel på salter innehållande en kloridjon är bland annat natriumklorid (NaCl), kalciumklorid (CaCl2) och järn(III)klorid (FeCl3) som alla är lättlösliga i vatten till skillnad från bland annat silverklorid (AgCl) som är svårlösligt i vatten.
Mer elektronegativa ämnens klorider är kovalenta, exempelvis koltetraklorid (CCl4), tionylklorid (SOCl2) och fosforpentaklorid (PCl5). Dessa hydrolyseras i de flesta fall av vatten till saltsyra och motsvarande mineralsyra. Alla grundämnen undantaget syre, fluor och ädelgaserna bildar klorider då dessa har en högre elektronegativitet.

## Biologisk betydelse
Klorid är ett ämne som människokroppen behöver för metabolismen (processen där mat omvandlas till energi). Ämnet hjälper även till att reglera syra/bas balansen i kroppen. Njurarna kontrollerar noggrant mängden klorid som förekommer i blodet. 